# Еленоводица
Еленоводица или Елено водица (на македонска литературна норма: Еленоводица) е бивше село в Северна Македония, в северния дял на община Велес.

## География
Селото е било разположено на десния бряг на река Вардар, в областта Грохот, източно от Ърлевци и северозападно от Ращани.

## История
След Междусъюзническата война в 1913 година селото попада в Сърбия.
На етническата си карта от 1927 година Леонард Шулце Йена показва Еленоводица (Elenovodica) като българско християнско село.